# Южногессенский диалект
Южноге́ссенский диалект (нем. Südhessisch) — диалект немецкого языка, принадлежащий к гессенским диалектам рейнскофранкской области (средненемецкие диалекты). Распространён в районе городов Франкфурт-на-Майне, Висбаден, Ашаффенбург и Дармштадт.
Оденвальдский диалект причисляется немецкой диалектологией к пфальцскому диалекту (линия fescht/fest считается разделительной между пфальцским и гессенским диалектом). Северная граница диалекта проходит вдоль Майна, однако южнонемецкий постоянно расширяется, поглощая средненемецкие диалекты к северу. Этот процесс поглощения охватывает территорию от Франкфурта до южной границы районов Лимбург-Вайльбург, Лан-Дилль и города Гиссен. Среднегессенский диалект хотя ещё и не исчез из этой области, всё же существенно уступает расширяющемуся новогессенскому (обозначение расширяющегося южногессенского). Майнц не принадлежит к южногессенскому диалекту.

## Классификация
В составе южногессенских диалектов выделяют:
- Нижнемайнландский диалект (Untermainländisch), распространённый в баварской Нижней Франконии в городах Ашаффенбург, Обернбург, Мильтенберг, а также в западной части Шпессарта;
- Рид-гессенский диалект (Riedhessisch), распространённый в гессенской области Рид;
- Франкфуртский диалект (Frankfurterisch) имеет хождение в районе Франкфурта-на-Майне.

Диалекты Веттерау, Таунуса, Нассау и восточновестервальдский диалект являются смешанными формами со среднегессенским диалектом. Все эти диалекты принадлежат к рейнскофранкской области и граничат с пфальцским и курпфальцским диалектами на юге и западе, с восточнофранкским на востоке и со среднегессенским на севере. Франкфуртский диалект из-за его известности также называют «высокогессенским», указывая на его доминирующее положение в регионе.

## Характеристика
Лексика южногессенского диалекта описана в Южногессенском словаре.